# یانک لدتسکی
یانِک لِدِتسکی (چکی: Janek Ledecký؛ ۲۷ ژوئیهٔ ۱۹۶۲ – )خواننده، ترانه‌سرا، گیتاریست و آهنگساز اهل کشور جمهوری چک است که در پراگ متولد شده‌است. پس از فارغ‌التحصیلی از دبیرستان، در دانشکده حقوق دانشگاه کارل در پراگ تحصیل کرد و مدرک حقوق گرفت. او از سال ۱۹۸۱، در گروه راک ژنتور به عنوان خواننده اصلی و گیتاریست نوازندگی کرده‌است. او در سال ۱۹۹۲، حرفه اش را به صورت انفرادی را آغاز کرد که تا به امروز با انتشار بیش از دوازده آلبوم موفق ادامه دارد.